# Bahnhof Biasca
Der Bahnhof Biasca ist der Bahnhof der Schweizer Gemeinde Biasca im Kanton Tessin. Er liegt an der Gotthardbahn der Schweizerischen Bundesbahnen (SBB) und war zwischen 1911 und 1973 Ausgangspunkt der meterspurigen Biasca-Acquarossa-Bahn. Dem Bahnhof angeschlossen ist seit 2016 eine Reparaturwerkstätte der SBB.

## Geschichte
Das Zeitalter des Bahnverkehrs in Biasca begann am 6. Dezember 1874, als die Tessiner Talbahnen von Biasca nach Bellinzona ihren Betrieb aufnahmen, welche zwei Wochen später um die Strecke Giubiasco-Locarno verlängert wurden. In Biasca wurde auch das erste Lokomotivdepot der Strecke errichtet, weil man in Bellinzona noch nicht so weit war. Am 1. Juni 1882 wurde mit den Eröffnungen der Tunnels am Gotthard und am Monte Ceneri die durchgehende Streckenführung der Gotthardbahn von Immensee nach Chiasso möglich.
Am 6. Juli 1911 eröffnete die meterspurige Stichbahn von Biasca nach Acquarossa. Sie wurde für die Erschliessung des Bleniotals errichtet, nachdem der Bund und das Königreich Italien in den 1860er-Jahren vom ursprünglichen Plan einer Nord-Süd-Alpenbahn via Lukmanierpass zugunsten der Gotthardbahn Abstand genommen hatten. Die Biasca-Acquarossa-Bahn fuhr ab dem Bahnhofplatz und hatte in der Nachbarschaft auch ihre Depotanlagen. Am 29. September 1973 wurde der Betrieb aufgegeben und die Anlagen abgebrochen, nachdem bereits 1969 die Depotanlagen verkauft worden waren. Seither wird die Strecke mit Autobussen bedient.
Mit der Einführung der S-Bahn Tessin wurde Biasca, abgesehen von einigen nach Airolo verlängerten Zügen zur Hauptverkehrszeit, zum Regionalbahnhof und zum nördlichen Endpunkt des TILO-Netzes.

## Gleisanlage und Gebäude
Für den Personenverkehr stehen drei Gleise an einem Seiten- und einem Mittelbahnsteig zur Verfügung. Das zweiflügelige Empfangsgebäude mit Annex an der Nordseite ist im selben Stil wie andere Gotthardbahnhöfe, z. B. in Arth-Goldau, Brunnen, Bellinzona oder Lugano gehalten. Im Gebäude befanden sich einst zwei Ticketschalter der SBB, Dienstwohnungen für Bahnbeamte und die Räume eines längere Zeit leerstehenden Bahnhofbuffets, das zu einem Bahnhofsladen umgebaut wurde. Parkplätze und einige zum Teil historische Betriebs- und Administrationsgebäude ergänzen die Infrastruktur. 2019 bis 2022 wurde das Hauptgebäude renoviert. 

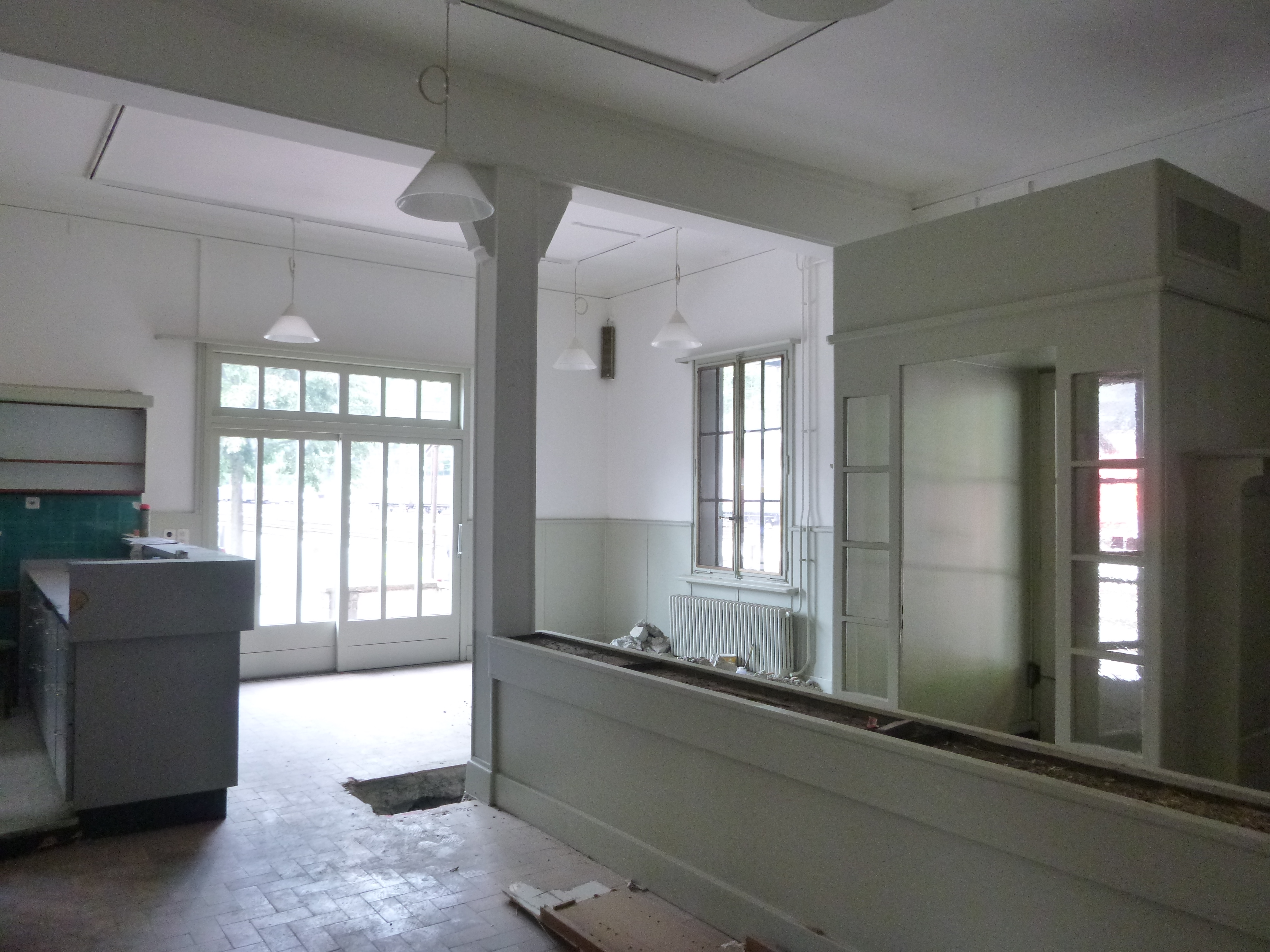
Blick ins Bahnhofbuffet vor dem Umbau 2019

Es existieren noch Abstellanlagen aus der Zeit des Depots. Dieses war 1874 das Erste auf der Gotthardachse, verlor aber mit der Elektrifizierung der Strecke zugunsten der nur 19 Kilometer entfernten Hauptwerkstätte in Bellinzona stark an Bedeutung. Gegen Ende des 20. Jahrhunderts war das Depot Biasca zunächst Aussenstelle des Depots Bellinzona, dann wurden zuerst das Lokdepot und später die Wagenwerkstätte geschlossen. Auf dem Bahnhofsgebiet von Biasca waren zeitweise etliche Ae 6/6 abgestellt, die hier auf den Schrottplatz oder ihre Rettung durch historische Eisenbahnvereine warteten. Von einem Verein gepflegte Lokomotiven können besichtigt werden. 

Ansicht des Bahnhofs Biasca um 1870. Bis 1880 entstanden auf dessen Nordseite zwei weitere mehrstöckige Administrations- und Betriebsgebäude.

## Verkehr
Buslinien von Postauto Schweiz in die Riviera und Leventina und von Autolinee Bleniesi S.A. ins Bleniotal binden das Umland von Biasca ans Bahnnetz an. Die Haltestellen befinden sich vor dem Bahnhofsgebäude.

### Eisenbahn
TILO ist der ÖV-Regionalverband Tessin-Lombardei. Der Bahnhof Biasca ist seit dem Fahrplanwechsel im Dezember 2020 mit dem Treno Gottardo der Südostbahn wieder regelmässig an das Fernverkehrsnetz der Schweiz angeschlossen. Ausserdem hält eine S-Bahn-Linie in Biasca.
- 26 Basel SBB – Luzern –  Göschenen – Locarno  FS  (Treno Gottardo)
- 46 Zürich HB – Göschenen – Locarno  FS  (Treno Gottardo)
- S 10 (Airolo –) Biasca – Bellinzona – Giubiasco – (Ceneri-Basistunnel –) Lugano – Mendrisio – Chiasso – Como San Giovanni

Am Morgen und Abend halten auch einzelne via Gotthard-Basistunnel verkehrende Züge in Biasca:
- 2 Zürich HB – Zug – Lugano  FZ BZ FS RZ , im Sommer zusätzlich
- 21 Basel SBB – Luzern – Lugano  FZ BZ FS RZ , im Sommer zusätzlich